# Loxoblemmus monstrosus
Loxoblemmus monstrosus är en insektsart som beskrevs av Carl Stål 1877. Loxoblemmus monstrosus ingår i släktet Loxoblemmus och familjen syrsor. Inga underarter finns listade i Catalogue of Life.